# Путепровод Гастелло
Путепрово́д и́мени Никола́я Гасте́лло (Гасте́лловский путепрово́д) — автодорожный и трамвайный путепровод Вологодской и Сельской Богородской улиц через участки Черниковка — Шакша и Черниковка — Шугуровка Башкирского региона Куйбышевской железной дороги города Уфы.
Один их трёх путепроводов — Черниковский и Дежнёвский — соединяющих Инорс и микрорайон Гастелло в Черниковке с остальными южными историческими и жилыми районами города, а также с Шакшой.

## Галерея
- Tatra T3 и Курочкина гора на заднем плане
- Троллейбус БТЗ